# Beukenlaan (Baarn)
De Beukenlaan is een laan in Baarn in de Nederlandse provincie Utrecht. De rechte laan verbindt de Berkenweg met de Zandvoortweg.
De laan werd rond 1880 aangelegd met de naam Dallaan. Aan de westzijde van de laan staan meest kleine villa's uit ongeveer 1900, de oostzijde heeft gevarieerde bebouwing.
Gemeentelijke monumenten aan de Beukenlaan:
- Beukenlaan 5-7
- Beukenlaan 17-19
- Beukenlaan 20